# 長野県道66号豊野南志賀公園線

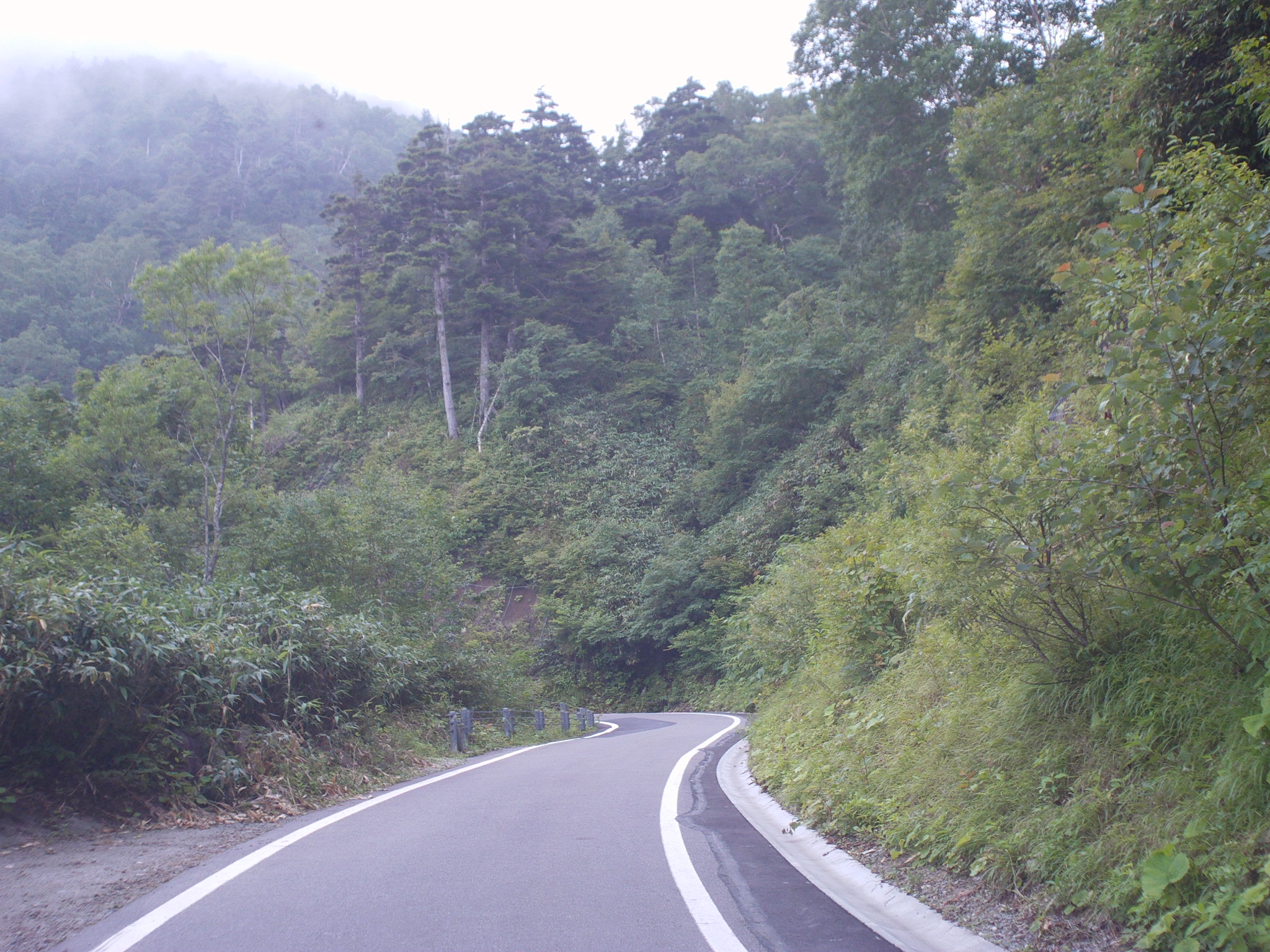
長野県山ノ内町内（2011年8月）

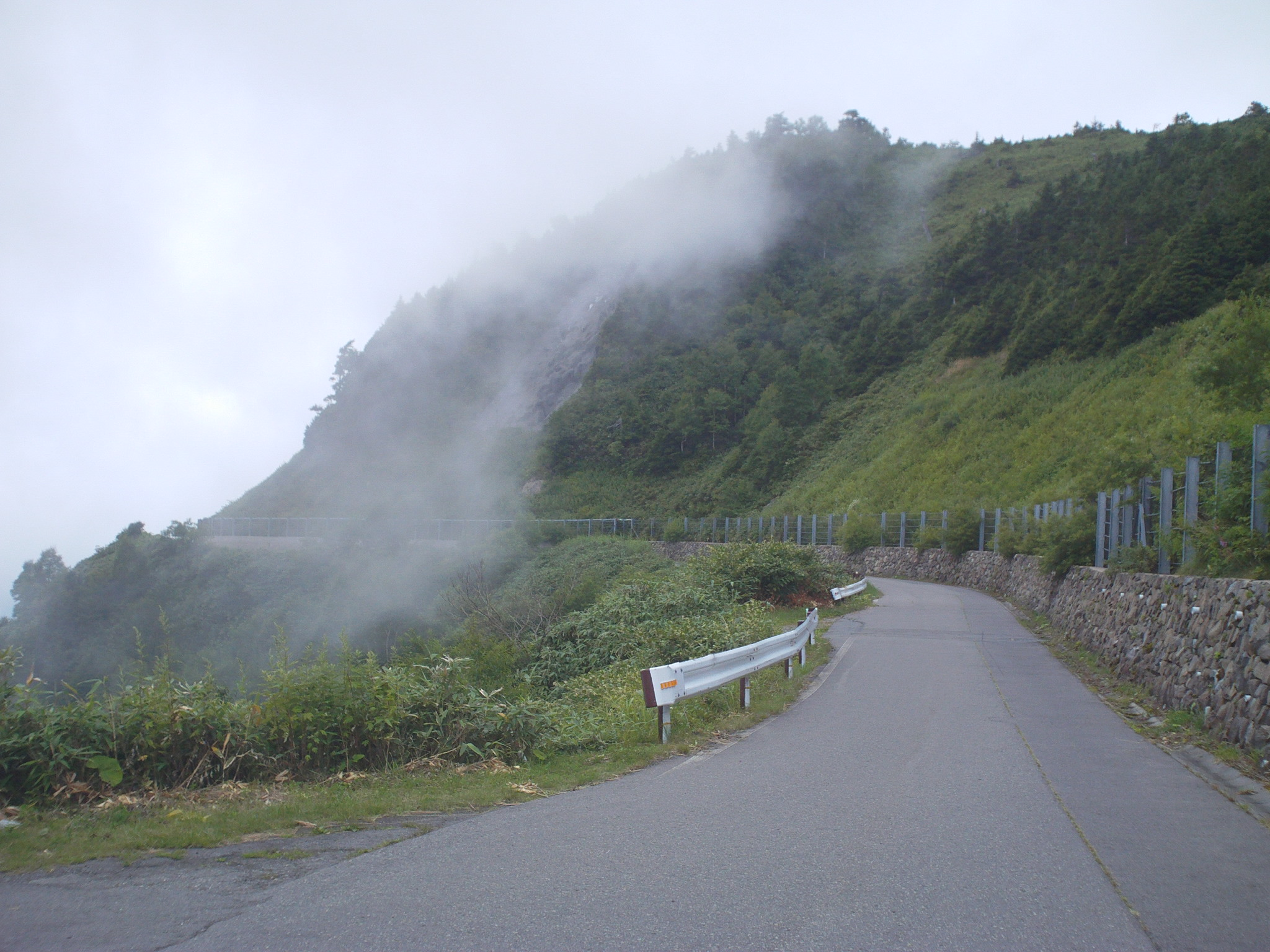
長野県高山村内（2011年8月）

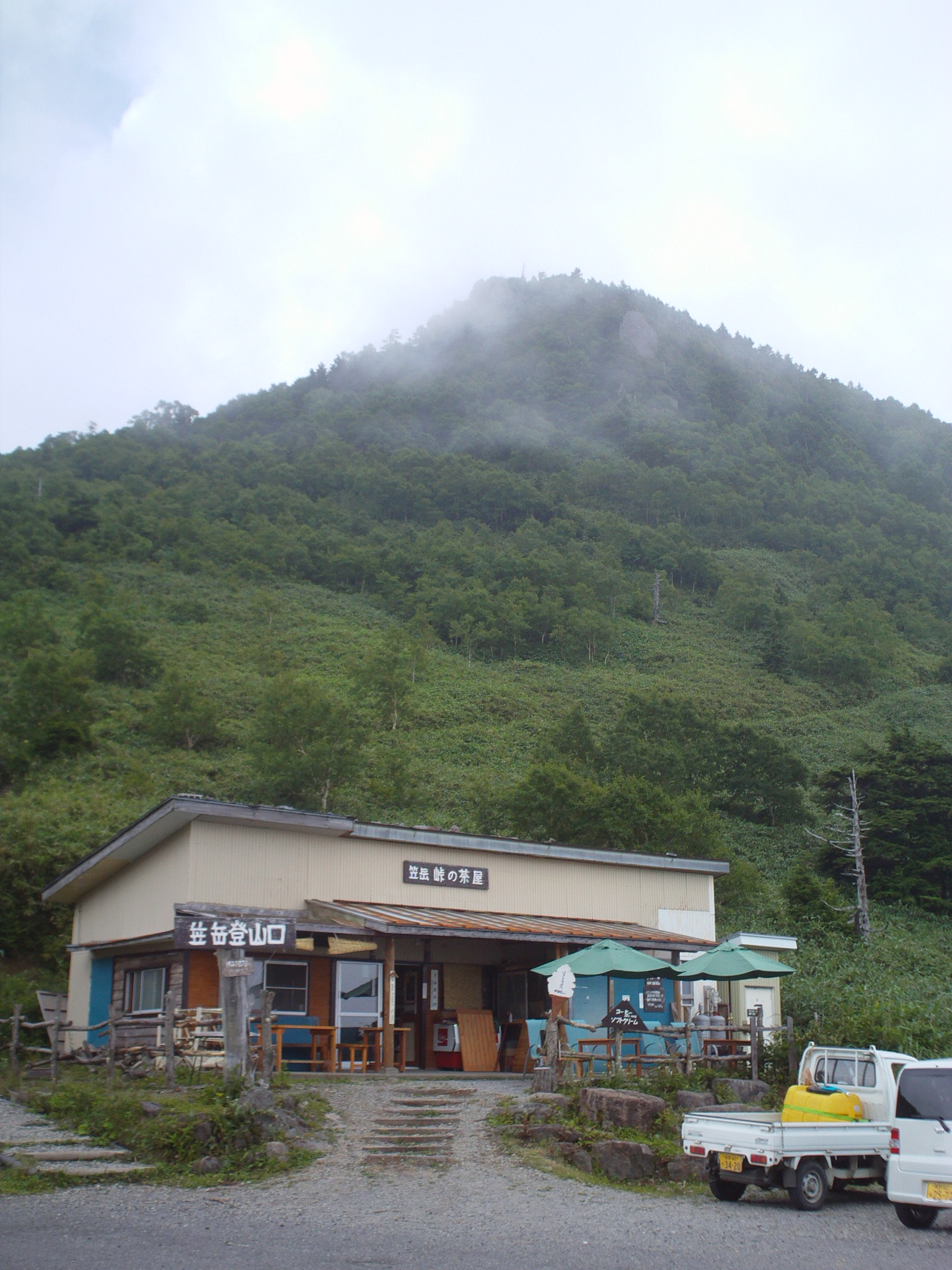
山ノ内町・高山村境界の沿道の茶屋と笠ヶ岳（2011年8月）

長野県道66号豊野南志賀公園線（ながのけんどう66ごう とよのみなみしがこうえんせん）は、長野県長野市豊野町と下高井郡山ノ内町平穏を結ぶ道路（県道・主要地方道）である。

## 概要
起点から高山村の長野県道54号須坂中野線交点付近までは、旧豊野町・小布施町・高山村の各中心地を結ぶ幹線として機能している。
その先終点までは湯つづき紅葉街道と呼ばれ、温泉地・牧場・スキー場を結ぶ観光道路として機能しているが、道幅は狭く、笠ヶ岳付近は路肩崩壊などにより、たびたび通行止めになる。

### 路線データ
- 起点：長野市豊野町豊野字下伊豆毛（東町交差点＝長野県道399号長野豊野線交点）
- 終点：長野県下高井郡山ノ内町平穏字平床（志賀高原熊の湯＝国道292号交点）
- 延長：34km[1]

## 歴史
- 1963年（昭和38年）3月25日 - 奥山田豊野線を認定。
- 1982年（昭和57年）
  - 4月1日 - 奥山田豊野線を主要地方道豊野南志賀公園線へ指定[2]。
  - 9月13日 - 奥山田豊野線を豊野南志賀公園線へ変更。
- 2005年（平成17年）12月4日 - 長野電鉄長野線のアンダーパス区間が開通し、山王島 - 松川バイパスが供用開始[3]。
- 2007年（平成19年）10月1日 - 山王島 - 松川バイパスに対応する、小布施町中心部を通過する現道区間（L=2,199.6m）[4]が、県道の区域から外れる[5]。

## 別名
- 谷街道（松川橋北交差点 - 松川団地入口交差点） - ※国道403号重複区間
- 北信濃くだもの街道（上松川橋交差点 - 虫送北交差点） - ※須高広域農道重複区間
- 湯つづき紅葉街道（高山村 - 山ノ内町）

## 重複区間
- 長野県道368号村山豊野停車場線（新道）（東町交差点 - 小布施橋西詰）
- 長野県道343号村山小布施停車場線（小布施橋東交差点 - 小布施橋南交差点）
- 国道403号（松川橋北交差点 - 松川団地入口交差点）

## 通過する自治体
- 長野市
- 上高井郡小布施町
- 須坂市
- 上高井郡高山村
- 下高井郡山ノ内町

## 道路施設

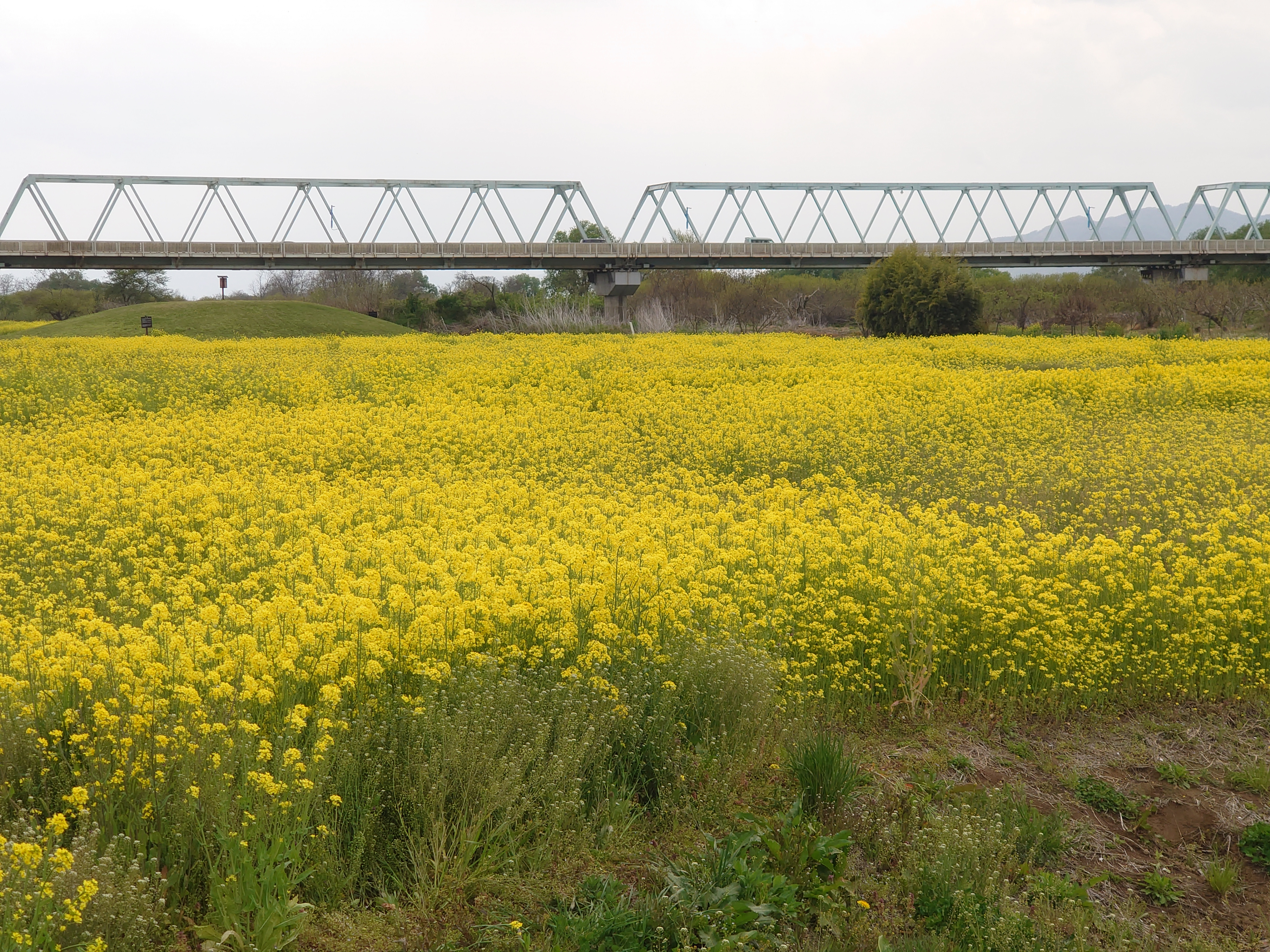
小布施橋

- 浅川橋（あさかわばし＝長野市豊野町豊野 - 豊野町浅野）
  - 延長 - 41.4m
  - 幅員 - 9.5m（車道2車線・片側歩道）

浅川に架かる橋梁。
- 小布施橋（おぶせばし）
千曲川に架かる橋梁。
- アンダーパス（名称不明）
長野電鉄長野線をくぐる。
- 松川橋（まつかわばし＝小布施町福原 - 須坂市小河原）
  - 延長 - 114.9m
  - 幅員 - 12.0m（車道2車線・両側歩道）

国道403号重複区間にある、松川に架かる橋梁。
- 不動岩橋（ふどういわばし＝須坂市日滝 - 高山村中山駒場）
  - 延長 - 105.0m
  - 幅員 - 12.0m（車道2車線・両側歩道）

松川に架かる橋梁。
- 不動橋（ふどうばし＝高山村中山駒場）
  - 延長 - 10.5m
  - 幅員 - 7.0m（車道2車線・片側歩道）

不動川に架かる橋梁。
- 鎌田橋（かまたばし＝高山村奥山田）
  - 延長 - 12.1m
  - 幅員 - 7.0m（車道2車線・歩道なし）

鎌田川に架かる橋梁。
- 山田入洞門（やまだいりどうもん＝高山村奥山田）
  - 延長 - 89.8m
  - 幅員 - 5.0m（車道2車線・歩道なし）

ロックシェッド。
- 熱湯橋（あつゆばし＝高山村奥山田）
  - 延長 - 10.0m
  - 幅員 - 6.0m（車道1.5車線・歩道なし）

松川支流に架かる橋梁。

## 交差・接続する道路

### 長野市
- 東町交差点（豊野町豊野＝起点）
  - 長野県道399号長野豊野線
  - 長野県道368号村山豊野停車場線（新道） - ※重複区間ここから
- 豊野交差点（豊野町浅野）
  - 国道18号（アップルライン）

### 小布施町
- 小布施橋西詰（小布施吉島）
  - 長野県道368号村山豊野停車場線（新道） - ※重複区間ここまで
- 小布施橋東交差点（山王島）
  - 長野県道343号村山小布施停車場線 - ※重複区間ここから
- 小布施橋南交差点（山王島）
  - 長野県道343号村山小布施停車場線 - ※重複区間ここまで
- 松川橋北交差点（福原）
  - 国道403号（谷街道） - ※重複区間ここから
  - 長野県道358号中野小布施線（新道）

### 須坂市
- 松川団地入口交差点（小河原）
  - 国道403号（谷街道） - ※重複区間ここまで
- 上松川橋交差点（日滝）
  - 須高広域農道（北信濃くだもの街道） - ※重複区間ここから
- 虫送北交差点（日滝）
  - 須高広域農道（北信濃くだもの街道） - ※重複区間ここまで

### 高山村
- 原宮バス停付近（中山）
  - 長野県道54号須坂中野線
- 蕨温泉付近（奥山田宮村）
  - 長野県道342号宮村湯田中停車場線
- 高井橋東詰（奥山田山田温泉）
  - 長野県道351号山田温泉線

### 山ノ内町
- 平床バス停付近（平穏志賀高原＝終点）
  - 国道292号

## バイパス
- 山王島 - 松川バイパス（小布施橋南交差点 - 松川橋北交差点）[1]
  - 延長：1870m
  - 幅員：12.0m

この区間、乗用車で旧道通過に約9分を要していたところ、約2分に短縮された。

## 異常気象時通行規制区間
以下の区間では、異常気象時に通行規制が敷かれる。
- 高山村奥山田（山田温泉）・高山村奥山田（山田牧場）間 8.1km
  - 通行注意：時間雨量15mm・連続雨量60mm
  - 通行止め：時間雨量20mm・連続雨量80mm
- 高山村奥山田（山田牧場）・高山村奥山田（山ノ内町境界・笠ヶ岳）間 4.4km
  - 通行注意：時間雨量20mm・連続雨量80mm
  - 通行止め：時間雨量25mm・連続雨量100mm
- 山ノ内町佐野（高山村境界・笠ヶ岳）・山ノ内町平穏字坊平（笠岳キャンプ場入口）間 3.5km
  - 通行注意：時間雨量20mm・連続雨量80mm
  - 通行止め：時間雨量25mm・連続雨量100mm

## 冬期通行止区間
以下の区間では、冬期通行止となる。
- 高山村奥山田（山田牧場）・山ノ内町平穏字坊平（笠岳キャンプ場入口）間 9.2km
  - 11月中旬頃から翌年5月末頃まで

## 周辺
- JR・しなの鉄道 豊野駅
- 長野信用金庫 豊野支店
- デリシア 豊野店
- 長野市役所 豊野支所
- 社会福祉法人賛育会 豊野病院
- 財団法人長野県下水道公社 千曲川下流管理事務所（クリーンピア千曲）
- 仁科工業株式会社
- 千曲川
- 桜井甘精堂 本社工場
- 松川
- 日滝原産業団地 テニスコート
- 松原団地（工業団地）
- アスザック株式会社
- 高山村北部運動広場
- 山田診療所
- 高山北郵便局
- 山田神社
- 山田温泉
- 山田温泉チビッコスキー場
- 松川渓谷
- 雷滝
- 五色温泉
- 七味温泉
- 奥山田温泉
- 山田牧場スキー場
- 山田牧場
- 笠ヶ岳
標高2075.7m[7]（ただし、この道路が越える場所は山頂ではなく、山頂から西側340mほどの、標高1910m付近である。）
- 笠岳スキー場
- 平床大噴泉